# Шумен (община)
Община Шумен е разположена в Североизточна България и е една от съставните общини на област Шумен.

## География

### Географско положение, граници, големина
Общината е разположена в централната част на област Шумен. С площта си от 652,29 km2 е най-голямата сред 10-те общините на областта, което съставлява 19,24% от територията на областта. Границите ѝ са следните:
- на север – община Хитрино;
- на североизток – община Нови пазар и община Каспичан;
- на югоизток – община Провадия, област Варна;
- на юг – община Смядово;
- на югозапад – община Велики Преслав;
- на запад – община Търговище, област Търговище;

### Природни ресурси

#### Релеф
Релефът на общината е равнинен и платовиден, като територията ѝ изцяло попада в пределите на Източната Дунавска равнина.
На запад от град Шумен, в пределите на общината е разположено почти цялото Шуменско плато, в което на границата с община Велики Преслав се издига най-високата му точка връх Търнов дял (Търнов табия, 501,9 m), явяващ се и най-високата точка на цялата община. Северозападно от платото, на границата с община Търговище се намира конусовидното възвишение Фисек с едноименния си връх, висок 500,5 m.
Районите, разположени северно, източно и югоизточно от Шуменското плато са заети от обширни равнинни пространства с надморска височина от 70 до 200 m, като в пределите на община Шумен попадат части от четири полета: южната част на историко-географската област Овче поле – на север от платото; Плисковско поле – заема североизточната част на общината; Шуменско поле – разположено на изток и югоизток от Шуменското плато; Смядовско поле – северната му част, заемаща най-южния район на общината. В него, на границата с община Смядово, в коритото на река Голяма Камчия се намира най-ниската точка на община Шумен – 59 m н.в.
Източно от Шуменското и Смядовското поле на територията на община Шумен попадат крайните западни части на Провадийското плато – връх Сакартепе 388,6 m (разположен на 2 km северозападно от село Костена река, на границата с община Каспичан) и крайните западни части на Роякското плато – връх Дикеолу 410 m (разположен на 4 km югоизточно от село Ивански, на границата с община Смядово).

#### Води
В южната част на общината от северозапад на югоизток, на протежение от 16 – 17 km протича част от средното течение на река Голяма Камчия. На територията на община Шумен в река Голяма Камчия се вливат два по-големи притока – реките:
– Поройна (Боклуджадере, 26,5 km). Тя води началото си от извор-чешма на 468 m н.в. в Шуменското плато, в местността Висока поляна, западно от град Шумен. До Шумен тече на изток в дълбока и залесена долина след което преминава през центъра на града и постепенно завива на юг. Влива се отляво в река Голяма Камчия на 69 m н.в., на 1,5 km южно от село Радко Димитриево. Площта на водосборния ѝ басейн е 72 km2, което представлява 1,3% от водосборния басейн на река Камчия.
– Стара река (Текедере, 32 km). Тя води началото си от извор-чешма „Бешбунар“ под името Текедере, на 300 m н.в., в местността Московтабия, северно от град Шумен. До село Васил Друмев тече в югоизточна посока, като заобикаля от североизток град Шумен. След селото завива на юг и се влива отляво в река Голяма Камчия на 64 m н.в., в южния край на село Ивански. Площта на водосборния ѝ басейн е 128 km2, което представлява 2,4% от водосборния басейн на река Камчия.
В западната част на общината протича почти цялото течение на река Пакуша (Лакоша, 33 km). Река Пакуша води началото си от извор-чешма на 384 m н.в. в центъра на село Звегор, община Хитрино. В най-горното си течение протича в югоизточна посока, достига до северните склонове на Шуменското плато и завива на запад, като тече по северното подножие на платото. Заобикаля от север и запад изолираното конусовидно възвишение Фисек, като протича през язовир „Фисек“, разположен на територията на област Търговище. След това реката завива на югоизток, отново навлиза в област Шумен и се влива отляво в река Врана (от басейна на Камчия), на 111 m н.в. на 1,7 km североизточно от село Надарево, община Търговище.
На север през землището на село Велино преминава участък от около 4 km от горното течение на Провадийска река. На територията на община Каспичан в нея отдясно се влива Мътнишка (Мадарска река, 38 km), по-голямата част от течението на която преминава през община Шумен. Тя води началото си под името Бяла вода от Шуменското плато, на 432 m н.в., на 1,6 km североизточно от село Средня. Протича в източна посока в широка долина, като преди село Мадара напуска пределите на община Шумен. Площта на водосборния ѝ басейн е 175 km2, което представлява 8,2% от водосборния басейн на Провадийска река.

### Населени места
Общината се състои от 27 населени места. Списък на населените места, подредени по азбучен ред, население и площ на землищата им:
| Населено място | Пребр. на населението през 2021 г. | Площ на землището (в км2) | Забележка (старо име)                   | Населено място   | Пребр. на населението през 2021 г. | Площ на землището (в км2) | Забележка (старо име)                  |
| Белокопитово   | 194                                | 6,425                     | Кауклъ                                  | Лозево           | 326                                | 17,776                    | Дурмуш Софи, Дормуш, Митрополит Симеон |
| Благово        | 98                                 | -                         | Керемедин, в з-щето на с. Илия Блъсково | Мадара           | 990                                | 22,248                    | Матара                                 |
| Васил Друмев   | 231                                | 14,378                    | Горни Иджик                             | Мараш            | 507                                | 15,534                    |                                        |
| Велино         | 214                                | 28,892                    | Имрихор, Доктор Стамболски              | Новосел          | 420                                | 28,468                    |                                        |
| Ветрище        | 208                                | 7,009                     | Сърт махалле                            | Овчарово         | 112                                | 21,625                    | Чобанкьой                              |
| Вехтово        | 427                                | 20,406                    | Кълъбък, Вето, Вехто                    | Панайот Волово   | 287                                | 16,710                    | Карапънар, Кьосе Исмаил, Кадъ, Волов   |
| Градище        | 481                                | 23,302                    |                                         | Радко Димитриево | 270                                | 7,970                     | Насърлие                               |
| Дибич          | 1019                               | 21,268                    | Касаплар                                | Салманово        | 661                                | 32,303                    | Кара Селман                            |
| Друмево        | 815                                | 36,449                    | Аптаразак                               | Средня           | 282                                | 17,944                    | Ортакьой, Средне                       |
| Ивански        | 1192                               | 52,757                    | Злокучане                               | Струино          | 246                                | 13,254                    | Дере                                   |
| Илия Блъсково  | 397                                | 16,563                    | Долни иджик, Илия Блъсков               | Царев брод       | 1199                               | 31,377                    | Йенидже кьой, Кара Мустафа, Енидже     |
| Кладенец       | 83                                 | 9,644                     | Юнуз бунар                              | Черенча          | 307                                | 21,832                    |                                        |
| Коньовец       | 202                                | 20,245                    |                                         | Шумен            | 67 971                             | 136,358                   | Шумну, Коларовград                     |
| Костена река   | 28                                 | 11,553                    | Дере кьой                               |                  |                                    |                           |                                        |

## Административно-териториални промени
- през 1883 г. – заличено е с. Стража (Страджа) без административен акт поради изселване;
- МЗ № 2820/обн. 14.08.1934 г. – преименува с. Горни Иджик на с. Васил Друмев;

– преименува с. Кадъ на с. Волов;
– преименува с. Касаплар на с. Дибич;
– преименува с. Имрихор на с. Доктор Стамболски;
– преименува с. Аптаразак на с. Друмево;
– преименува с. Демир ханлии на с. Желез;
– преименува с. Долни Иджик на с. Илия Блъсков;
– преименува с. Дормуш на с. Митрополит Симеон;
– преименува с. Буланлък на с. Мътница;
– преименува с. Дере на с. Струино;
– преименува с. Ендже на с. Царев брод;
- МЗ № 3775/обн. 07.12.1934 г. – преименува с. Керемедин на с. Благово;

– преименува с. Сърт махле на с. Ветрище;
– преименува с. Юнуз бунар (Долни Юнуз бунар) на с. Кладенец;
– преименува с. Насърлие на с. Радко Димитриево;
- през 1946 г. – осъвременява името на с. Средне на с. Средня без административен акт;
- Указ № 3/обн. 11 януари 1950 г. – преименува с. Митрополит Симеон на с. Лозево;
- Указ № 40/обн. 31 януари 1950 г. – преименува гр. Шумен на гр. Коларовград;
- Указ № 131/обн. 14.03.1950 г. – преименува с. Доктор Стамболски на с. Велино;

– преименува с. Злокучен на с. Ивански;
- през 1956 г. – уточнено е името на с. Вето (Вехто) на с. Вехтово без административен акт;
- Указ № 513/обн. 24.11.1959 г. – заличава с. Желез и го присъединява като квартал на с. Друмево;
- през 1965 г. – уточнено е името на с. Волов на с. Панайот Волово без административен акт;
- Указ № 977/обн. 31.12.1965 г. – възстановява старото име на гр. Коларовград на гр. Шумен;
- Указ № 960/обн. 4 януари 1966 г. – осъвременява името на с. Илия Блъсков на с. Илия Блъсково;
- Указ № 757/обн. 08.05.1971 г. – заличава с. Дивдядово и го присъединява като квартал на гр. Шумен;
- Указ № 45/обн. 20 януари 1978 г. – заличава селата Макак и Мътница и ги присъединява като квартали на гр. Шумен;
- Указ № 583/обн. 14.04.1981 г. – признава племенно-животновъдния комплекс „Васил Коларов“ за отделно населено място – с. Коньовец;
- Указ № 3005/обн. 09.10.1987 г. – закрива община Ивански и присъединява включените ѝ в състава населени места към община Шумен;
- Указ № 216/обн.14.07.1999 г. – отделя с. Велино и неговото землище от община Хитрино и го присъединява към община Шумен;
- Указ № 173/обн. 21.07.2000 г. – отделя с. Мадара и неговото землище от община Каспичан и го присъединява към община Шумен.

## Население
Численост на населението според преброяванията през годините:
| Година на преброяване | Численост |
| 1934                  | 58 573    |
| 1946                  | 65 516    |
| 1956                  | 73 224    |
| 1965                  | 89 613    |
| 1975                  | 106 421   |
| 1985                  | 119 285   |
| 1992                  | 110 170   |
| 2001                  | 104 456   |
| 2011                  | 93 649    |
| 2021                  | 79 167    |

### Естествен прираст
| Година | Раждаемост | Смъртност | Естествен прираст |
| ------ | ---------- | --------- | ----------------- |
| 2001   | 7.8 ‰      | 10.8 ‰    | -3.0 ‰            |
| 2002   | 8.0 ‰      | 12.0 ‰    | -4.0 ‰            |
| 2003   | 7.9 ‰      | 12.0 ‰    | -4.1 ‰            |

### Възрастов състав
| Възрастова структура | Възрастова структура | Възрастова структура | Възрастова структура |
| 2003                 | 0 – 14 години        | 15 – 64 години       | над 65 години        |
| -------------------- | -------------------- | -------------------- | -------------------- |
| Община               | 14,4 %               | 71,4 %               | 14,2 %               |
| Град                 | 14,4 %               | 73,4 %               | 12,2 %               |
| Село                 | 14,2 %               | 59,8 %               | 26,0 %               |

### Етнически състав
Преброяване на населението през 2011 г.
Численост и дял на етническите групи според преброяването на населението през 2011 г., по населени места (подредени по численост на населението):
| Населено място   | Численост | Численост | Численост | Численост | Численост | Численост           | Численост     | Населено място   | Дял (в %) | Дял (в %) | Дял (в %) | Дял (в %) | Дял (в %)           | Дял (в %)     |
| Населено място   | Общо      | Българи   | Турци     | Цигани    | Други     | Не се самоопределят | Не отговорили | Населено място   | Българи   | Турци     | Цигани    | Други     | Не се самоопределят | Не отговорили |
| Общо             | 93 649    | 68 781    | 13 179    | 4042      | 721       | 654                 | 6272          | 100,00           | 73,44     | 14,07     | 4,31      | 0,76      | 0,69                | 6,69          |
| ---------------- | --------- | --------- | --------- | --------- | --------- | ------------------- | ------------- | ---------------- | --------- | --------- | --------- | --------- | ------------------- | ------------- |
| Шумен            | 80 855    | 61 584    | 10 029    | 2165      | 600       | 552                 | 5925          | Шумен            | 76,11     | 12,40     | 2,67      | 0,74      | 0,68                | 7,32          |
| Ивански          | 1543      | 712       | 370       | 442       | 4         | 5                   | 10            | Ивански          | 46,14     | 23,97     | 28,64     | 0,25      | 0,32                | 0,64          |
| Царев брод       | 1271      | 757       | 287       |           | 54        |                     | 147           | Царев брод       | 59,55     | 22,58     |           | 4,24      |                     | 12,70         |
| Мадара           | 1158      | 1035      | 3         | 98        |           |                     | 13            | Мадара           | 89,37     | 0,25      | 8,46      |           |                     | 1,12          |
| Дибич            | 1019      | 938       | 14        | 28        |           |                     | 25            | Дибич            | 92,05     | 1,37      | 2,74      |           |                     | 2,45          |
| Друмево          | 940       | 113       | 510       | 300       |           |                     | 10            | Друмево          | 12,02     | 54,25     | 31,91     |           |                     | 1,06          |
| Салманово        | 750       | 463       |           | 270       | 8         |                     | 3             | Салманово        | 61,73     |           | 36,00     | 1,06      |                     | 0,40          |
| Градище          | 626       | 91        | 414       | 106       |           |                     | 11            | Градище          | 14,53     | 66,13     | 16,93     |           |                     | 1,75          |
| Вехтово          | 555       | 149       | 227       | 172       | 0         | 4                   | 3             | Вехтово          | 26,84     | 40,90     | 30,99     | 0,00      | 0,72                | 0,54          |
| Новосел          | 517       | 107       | 303       | 94        |           |                     | 4             | Новосел          | 20,69     | 58,60     | 18,18     |           |                     | 0,77          |
| Мараш            | 492       | 458       | 5         | 21        |           |                     | 4             | Мараш            | 93,08     | 1,01      | 4,26      |           |                     | 0,81          |
| Илия Блъсково    | 374       | 210       | 3         | 124       |           |                     | 32            | Илия Блъсково    | 56,14     | 0,80      | 33,15     |           |                     | 8,55          |
| Коньовец         | 353       | 38        | 278       | 19        | 3         | 14                  | 1             | Коньовец         | 10,76     | 78,75     | 5,38      | 0,84      | 3,96                | 0,28          |
| Лозево           | 332       | 310       | 10        | 5         |           |                     | 1             | Лозево           | 93,37     | 3,01      | 1,50      |           |                     | 0,30          |
| Черенча          | 330       | 66        | 182       | 32        |           |                     | 46            | Черенча          | 20,00     | 55,15     | 9,69      |           |                     | 13,93         |
| Струйно          | 328       | 122       | 85        | 116       | 3         | 0                   | 2             | Струйно          | 37,19     | 25,91     | 35,36     | 0,91      | 0,00                | 0,60          |
| Велино           | 323       | 312       | 0         | 8         |           |                     | 2             | Велино           | 96,59     | 0,00      | 2,47      |           |                     | 0,61          |
| Средня           | 314       | 62        | 251       |           | 0         |                     | 0             | Средня           | 19,74     | 79,93     |           | 0,00      |                     | 0,00          |
| Радко Димитриево | 285       | 263       |           | 0         |           |                     | 19            | Радко Димитриево | 92,28     |           | 0,00      |           |                     | 6,66          |
| Панайот Волово   | 282       | 269       | 9         | 0         | 0         | 0                   | 4             | Панайот Волово   | 95,39     | 3,19      | 0,00      | 0,00      | 0,00                | 1,41          |
| Васил Друмев     | 254       | 222       | 9         | 18        |           |                     | 3             | Васил Друмев     | 87,40     | 3,54      | 7,08      |           |                     | 1,18          |
| Ветрище          | 195       | 80        | 106       | 6         |           |                     | 0             | Ветрище          | 41,02     | 54,35     | 3,07      |           |                     | 0,00          |
| Овчарово         | 149       | 145       |           | 0         |           |                     | 2             | Овчарово         | 97,31     |           | 0,00      |           |                     | 1,34          |
| Белокопитово     | 145       | 140       | 0         | 0         | 0         | 0                   | 5             | Белокопитово     | 96,55     | 0,00      | 0,00      | 0,00      | 0,00                | 3,44          |
| Кладенец         | 111       | 37        | 73        |           | 0         |                     | 0             | Кладенец         | 33,33     | 65,76     |           | 0,00      |                     | 0,00          |
| Благово          | 99        | 49        | 7         | 14        |           |                     | 0             | Благово          | 49,49     | 7,07      | 14,14     |           |                     | 0,00          |
| Костена река     | 49        | 49        | 0         | 0         | 0         | 0                   | 0             | Костена река     | 100,00    | 0,00      | 0,00      | 0,00      | 0,00                | 0,00          |

## Политика

### Общински съвет
Състав на общинския съвет, избиран на местните избори през годините:
| Партия, коалиция или инициативен комитет | 2003    | 2007    | 2011    | 2015    | 2019    |
| Избирателна активност по време на изборите | 34,01 % | 46,01 % | 51,46 % | 44,96 % | 41,68 % |
| Общ брой места | 41      | 41      | 41      | 41      | 41      |
| --- | ------- | ------- | ------- | ------- | ------- |
| ГЕРБ |         | 10      | 16      | 14      | 14      |
| Коалиция „БСП за България“ |         |         |         |         | 10      |
| Местна коалиция ДБГ (Българска нова демокрация, Единна народна партия, Съюз на свободните демократи, Глас народен, Национално движение за стабилност и възход)               |         |         |         |         | 6       |
| Движение за права и свободи | 3       | 5       | 4       | 5       | 5       |
| Български социалдемократи |         |         |         |         | 2       |
| ВМРО – Българско национално движение |         |         |         |         | 2       |
| Коалиция „Демократична България – обединение“ (Да, България!, Демократи за силна България, Зелено движение)                                                                  |         |         |         |         | 2       |
| Реформаторски блок |         |         |         | 7       |         |
| Българска социалистическа партия | 15      | 11      | 16      | 7       |         |
| Национален фронт за спасение на България |         |         |         | 2       |         |
| Патриоти за Шумен (ВМРО – Българско национално движение, Нова алтернатива, Съюз на патриотичните сили „Защита“, Обединение на българските националисти „Целокупна България“) |         |         |         | 2       |         |
| Алтернатива за българско възраждане |         |         |         | 2       |         |
| Атака |         | 7       | 2       | 1       |         |
| Народен съюз |         |         |         | 1       |         |
| Демократи за десетия град (Демократи за силна България, Движение „Гергьовден“, Обединени демократични сили)                                                                  |         |         | 2       |         |         |
| Национално движение „Симеон Втори“ | 8       | 3       | 1       |         |         |
| Коалиция „За Шумен“ (Съюз на демократичните сили, Демократи за силна България, Съюз на свободните демократи, Обединение на българските националисти „Целокупна България“)    |         | 3       |         |         |         |
| Коалиция „Гергьовден – Новото време“ (Движение „Гергьовден“, Новото време)                                                                                                   |         | 2       |         |         |         |
| Съюз на демократичните сили | 6       |         |         |         |         |
| Движение „Гергьовден“ | 4       |         |         |         |         |
| Съюз за демократично развитие | 2       |         |         |         |         |
| Българска социалдемокрация | 1       |         |         |         |         |
| Блокът на Жорж Ганчев | 1       |         |         |         |         |
| Български демократичен съюз „Радикали“ | 1       |         |         |         |         |

## Транспорт
През общината преминават три участъка от Железопътната мрежа на България с обща дължина 53 km.
- През средата на общината, от запад на изток, на протежение от 30,2 km – участък от трасето на жп линията София – Мездра – Горна Оряховица – Шумен – Каспичан – Варна;
- В най-северната част, през землището на село Велино, на протежение от 4,3 km – участък от трасето на жп линията Русе – Самуил – Каспичан;
- В южната част, от север на юг, на протежение от 18,5 km – началният участък от трасето на жп линията Шумен – Комунари.

През общината преминават частично 11 пътя от Републиканската пътна мрежа на България с обща дължина 138,6 km:
- участък от 17,8 km от автомагистрала Хемус (от km 337,3 до km 355,1);
- участък от 25 km от Републикански път I-2 (от km 101,5 до km 126,5);
- последният участък от 10,3 km от Републикански път I-4 (от km 253,7 до km 264,3);
- участък от 24,1 km от Републикански път I-7 (от km 105,8 до km 129,9);
- началният участък от 15,7 km от Републикански път II-73 (от km 0 до km 15,7);
- началният участък от 20,3 km от Републикански път III-731 (от km 0 до km 20,3);
- началният участък от 7,5 km от Републикански път III-2006 (от km 0 до km 7,5);
- последният участък от 1 km от Републикански път III-2082 (от km 36,2 до km 37,2);
- последният участък от 9,1 km от Републикански път III-7003 (от km 39,6 до km 48,7);
- последният участък от 2,2 km от Републикански път III-7004 (от km 9,3 до km 11,5);
- началният участък от 5,3 km от Републикански път III-7301 (от km 0 до km 5,3).

## Топографски карти
- Лист от карта K-35-18. Мащаб: 1 : 100 000.
- Лист от карта K-35-19. Мащаб: 1 : 100 000.
- Лист от карта K-35-30. Мащаб: 1 : 100 000.
- Лист от карта K-35-31. Мащаб: 1 : 100 000.